# 措布伦
措布伦是奥地利蒂罗尔州罗伊特县的一个市镇。总面积8.8平方公里，总人口240人，人口密度27.3人/平方公里（2005年）。